# TTS
TTS (Technical Traffic Solution) er en dansk virksomhed inden for trafik og parkering. Selskabet producerer bl.a. produkter som p-automater og p-skilte, gadesignaler, master, styreapparater, infotavler og ATS (forgængertryk og lyd). 
TTS blev grundlagt i 1998 og har kontor i Odense og Glostrup.
TTS er en del af NRGi koncernen